# 深绿山龙眼
深绿山龙眼（学名：Helicia nilagirica）为山龙眼科山龙眼属下的一个种。

## 扩展阅读
- 維基物種上的相關：深绿山龙眼